# Tierce (escrime)
Pour les articles homonymes, voir Tierce.
La tierce est la troisième des huit positions de la main en escrime. Elle a été définie par maître Danet en 1766.
C'est actuellement la position de garde au sabre.

## Description

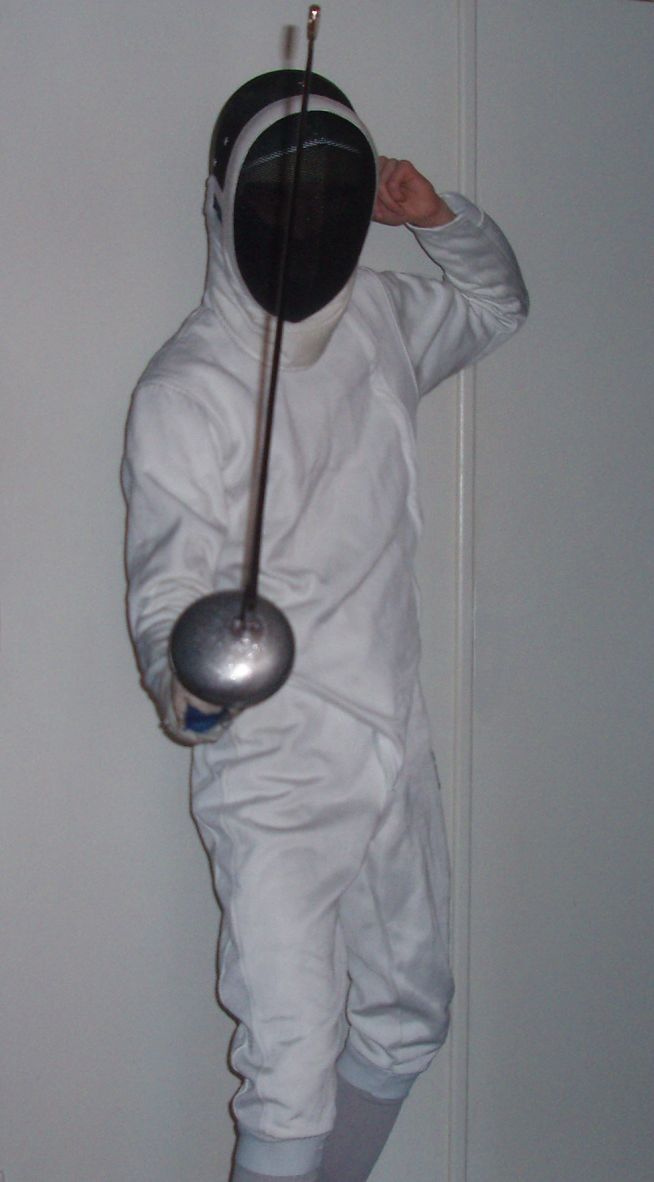
Les positions d'escrime : la tierce (à l'épée)

La main, en pronation, est à droite pour les droitiers, et à gauche pour les gauchers. La pointe de l'épée est plus haute que la main, le bras est replié contre le corps jusqu'au coude, qui forme un angle perpendiculaire avec l'avant-bras.

## Historique
Jusqu'au XIXe siècle, elle était la position de garde des trois armes (fleuret, épée et sabre). Aujourd'hui, la sixte l'a remplacée dans cet usage au fleuret et à l'épée. La tierce demeure cependant de nos jours la position de garde au sabre.